# جلكى كبيرة الفم
جلكى كبيرة الفم (الاسم العلمي: Lampetra macrostoma) هي نوع من الحيوانات المائية يتبع جنس جلكى لاحسة الحجر من فصيلة الجلكية.